# Магомедшарипов, Хасан Ахмедович
Хасан (Гасан) Ахмедович Магомедшарипов (6 октября 2000, Саратов, Россия) — российский боец смешанного стиля, представитель полулёгкой весовой категории. Выступает на профессиональном уровне начиная с 2019 года, известен по участию в турнирах бойцовской организаций Bellator MMA. Хасан — младший брат бывшего бойца смешанных единоборств Забит Магомедшарипов. В возрасте 15 лет он выиграл золотую медаль на первенстве Европы среди юниоров по ушу-саньда 2016 года. По состоянию на 7 декабря 2023 года он занимает 10-е место в рейтинге Bellator в полулёгком весе. По национальности является ахвахцем.

## Ранняя жизнь
Хасан родился 6 октября 2000 года в Саратове, по национальности — ахвахец. Он — младший брат бывшего бойца UFC Забита Магомедшарипова. В детстве он был уличным хулиганом, в результате чего на голове, запястьях и локтях у него появились множественные шрамы, которые сохранились до сих пор. Чтобы приучать ребенка к дисциплине, родители отдали Хасана в школу-интернат боевых искусств «Пять сторон света» в село Халимбекаул, где также учились его брат Забит, а также Муслим Салихов. 26 июня 2015 года ему было присвоено звание мастер спорта по боксу. После окончания средней школы он стал полноценным спортсменом-единоборцем в возрасте от 16 до 17 лет.
В 17 лет Хасан попал под руководство тренера ММА Марка Генри. Хасану ещё в раннем возрасте разрешили тренироваться с такими известными бойцами, как Эдди Альварес, Эдсон Барбоза, Фрэнки Эдгар и Марлон Мораис. Его тренером по бразильскому джиу-джитсу является Рикардо Алмейда.
Его тренер Марк Генри в какой-то момент планировал представить Хасана на боксерском турнире Diamond Gloves. Хасан и его брат Забит были одними из главных спарринг-партнеров Фрэнки Эдгара во время его подготовки к бою против Макса Холлоуэя и Жозе Алду.
Вернувшись в Дагестан, в последнее время он тренируется с бойцами школы имени Абдулманапа Нурмагомедова / Eagles MMA.

## Карьера в смешанных единоборствах

### Российские ММА
6 декабря 2019 года Хасан дебютировал в профессиональном ММА против азербайджанского бойца Амила Насирова на турнире GFC 21 в полулёгком весе.  Он выиграл этот бой удушающим приемом анаконды в 1-м раунде.
Несколько дней спустя, 25 декабря того же года, Хасан встретился в лёгком весе с опытным киргизским бойцом Эдилем Есенкуловым. Он победил Есенкулова единогласным решением судей.
В следующем году Хасан получил вызов на бой против российского бойца грузинского происхождения Тимура Акабы в рамках совместного промоушена Fights Night Global и Gorilla Fighting Championship, проводимого в память о покойном отце Хабиба Абдулманапе Нурмагомедове, который состоялся 9 сентября 2020 года. Хасан одолел Акабу, удушающим приемом сзади в первом раунде боя.
Несколько недель спустя, 26 сентября 2020 года, Хасан встретился с другим дагестанским бойцом Дибиром Амирмагомедовым на турнире Kaganat Fighting League 2. Он победил Амирмагомедова редкими удушающими приемами в самом первом раунде боя.
25 декабря того же года Хасану предстояло сразиться с другим российским бойцом Михаилом Тархановым на мероприятии Fight Night 99. Он победил Тарханова техническим нокаутом в первом раунде.

### Беллатор
31 июля 2021 года Хасан дебютировал в американском промоушне Bellator в бою против Джонатана Кироза из США на турнире Bellator 263: Pitbull vs. McKee. Он нокаутировал Кироса во втором раунде боя.
Почти год спустя, 25 февраля 2022 года, Хасан провел второй бой в Bellator против испанца Хосе Санчеса на турнире Bellator 275: Мусаси против Вандерфорда. Он победил Санчеса единогласным решением судей.
Ровно год спустя, 25 февраля 2023 года, Хасан разделил октагон с бразильским бойцом Рафаэлем Хадсоном на турнире Bellator 291: Amosov vs Storley 2. Он нокаутировал бразильца в первом раунде боя.
Хасан должен был сразиться с валлийским бойцом Мартином МакДоно в андеркарде турнира Bellator 299 — Эблен против Эдвардса. Однако 10 сентября 2023 года стало известно, что МакДоно был заменен бывшим чемпионом Babilon MMA в легком весе Петром Недзельским из Польши. За день до боя на взвешивания Недзельский не уложился в вес на 2,8 фунта (1,3 кг). В результате поляк был оштрафован на процент от его боевого гонорара. Хасан победил Недзельски удушающим приемом треугольником рук после успешного тейкдауна на 3:58 минуте второго раунда боя.

## Личная жизнь
Хасан является поклонником ныне несуществующего чемпионата Pride Fighting Championships. Он заядлый книгочитатель, прочитавший роман «Крестный отец», также изучает русскую и исламскую литературу. Забит, его старший брат, в настоящее время является одним из главных тренеров Хасана и помогает ему разрабатывать стратегии во время сборов.

## Достижения
- Победитель Юниорский Первенства Европы по ушу-саньда 2016[6][15][58]
- 4-кратный Чемпионат России по ушу-саньда[6][15]
- 4-кратный Чемпионат Дагестана по ушу-саньда[6][15]

## Статистика ММА
| Боёв 10  | Побед 10 | Поражений 0 |
| -------- | -------- | ----------- |
| Нокаутом | 3        | 0           |
| Сдачей   | 4        | 0           |
| Решением | 3        | 0           |

| Результат | Рекорд | Соперник            | Способ                                    | Турнир                                               | Дата             | Раунд | Время | Место             | Примечание                                                       |
| --------- | ------ | ------------------- | ----------------------------------------- | ---------------------------------------------------- | ---------------- | ----- | ----- | ----------------- | ---------------------------------------------------------------- |
| Победа    | 10–0   | Тайлер Мэтисон      | Решение (единогласное)                    | Bellator Champions Series 3                          | 22 июня 2024     | 3     | 5:00  | Дублин, Ирландия  |                                                                  |
| Победа    | 9–0    | Пётр Ниджельски     | Сабмишном (удушение ручным треугольником) | Bellator 299                                         | 23 сентября 2023 | 2     | 3:58  | Дублин, Ирландия  | Бой в промежуточном весе (147,8 фунта); Ниджельски не сделал вес |
| Победа    | 8–0    | Рафаэль Хадсон      | Техническим нокаутом (удары)              | Bellator 291                                         | 25 февраля 2023  | 1     | 4:40  | Дублин, Ирландия  |                                                                  |
| Победа    | 7–0    | Хосе Санчес         | Решением (единогласным)                   | Bellator 275                                         | 25 февраля 2022  | 3     | 5:00  | Дублин, Ирландия  |                                                                  |
| Победа    | 6–0    | Джонатан Кироз      | Техническим нокаутом (удары)              | Bellator 263                                         | 31 июля 2021     | 2     | 4:21  | Инглвуд, США      |                                                                  |
| Победа    | 5–0    | Михаил Тарханов     | Техническим нокаутом (удары)              | AMC Fight Nights Global 99                           | 25 декабря 2020  | 1     | 4:30  | Москва, Россия    |                                                                  |
| Победа    | 4–0    | Дибир Амирмагомедов | Сабмишном                                 | Kaganat Fighting League 2                            | 26 сентября 2020 | 1     | 2:22  | Хасавюрт, Россия  |                                                                  |
| Победа    | 3–0    | Тимур Акаба         | Сабмишном (удушение сзади)                | FNG / GFC: Abdulmanap Nurmagomedov Memory Tournament | 9 сентября 2020  | 1     | 3:48  | Москва, Россия    |                                                                  |
| Win       | 2–0    | Эдил Есенкулов      | Решением (единогласным)                   | Gorilla Fighting 23                                  | 15 декабря 2019  | 3     | 5:00  | Алматы, Казахстан | Бой в промежуточном весе (150 фунтов)                            |
| Победа    | 1–0    | Амил Насиров        | Сабмишном (удушение)                      | Gorilla Fighting 21                                  | 6 декабря 2019   | 3     | 3:17  | Самара, Россия    | Дебют в полулёгком весе                                          |